# (200326) 2000 GZ34
(200326) 2000 GZ34 es un asteroide perteneciente al cinturón de asteroides descubierto el 5 de abril de 2000 por el equipo del Lincoln Near-Earth Asteroid Research desde el Laboratorio Lincoln, Socorro, Nuevo México, Estados Unidos.

## Designación y nombre
Designado provisionalmente como 2000 GZ34.

## Características orbitales
2000 GZ34 está situado a una distancia media del Sol de 2,218 ua, pudiendo alejarse hasta 2,381 ua y acercarse hasta 2,055 ua. Su excentricidad es 0,073 y la inclinación orbital 5,406 grados. Emplea 1206,92 días en completar una órbita alrededor del Sol.

## Características físicas
La magnitud absoluta de 2000 GZ34 es 17,1. 